# باشگاه بسکتبال دانشگاه آزاد تهران

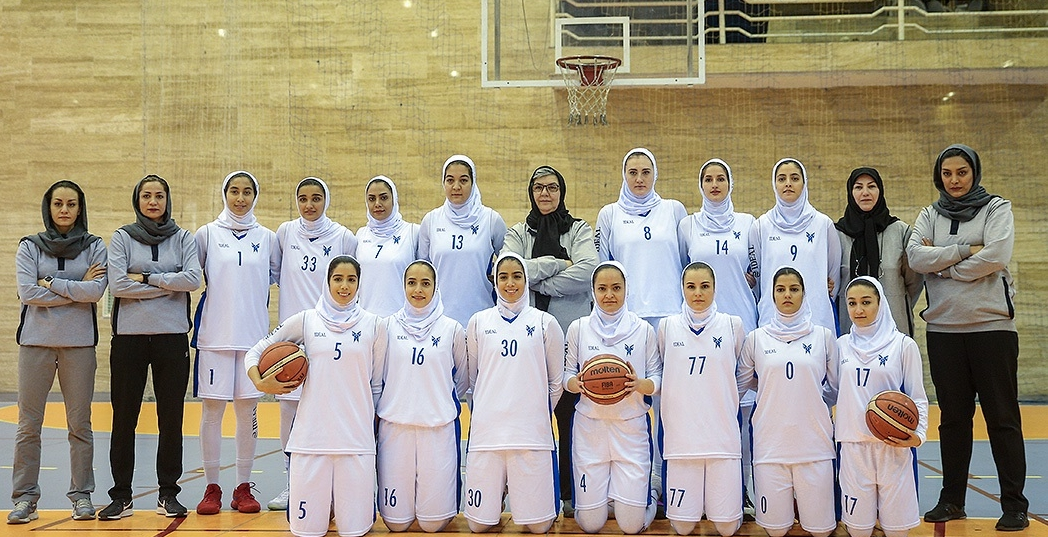
تیم زنان باشگاه قهرمان لیگ ۱۳۹۷. تصویر تیمی قبل از دیدار فینال.

باشگاه بسکتبال دانشگاه آزاد تهران یک باشگاه بسکتبال ایرانی است که در شهر تهران قرار دارد. این تیم هم‌اکنون در لیگ برتر بسکتبال ایران حضور دارد. تیم زنان این باشگاه در لیگ برتر بسکتبال زنان ایران شرکت می‌کند و در لیگ سال ۱۳۹۷ به مقام قهرمانی کشور دست یافت.

## مسابقه‌های بین دانشگاهی زنان
در پاییز سال ۱۳۹۲ در مسابقه‌های بین دانشگاهی به میزبانی آنتورپ، تیم دانشگاه آزاد با نام جمعیت هلال احمر حضور یافت. تیمی با ترکیب فهیمه فراتی، ترانه کاکاوندپور، سارا صادق، سعیده علی، گلنوش صدق روحی، مونا بهبهانی و سحر نجفی که با غلبه بر نمایندگان آلبانی و بلژیک به قهرمانی رسید.

## افتخارات باشگاه

### لیگ برتر بسکتبال مردان ایران
- ۲۰۰۵–۰۶: مقام ۱۳
- ۲۰۰۶–۰۷: مقام۱۱
- ۲۰۰۷–۰۸:مقام۱۱
- ۲۰۰۸–۰۹: مقام۹
- ۲۰۰۹–۱۰: مقام۵
- ۲۰۱۰–۱۱: مقام۵

### لیگ برتر بسکتبال زنان ایران
- قهرمانی: ۱۳۹۷، ۱۳۹۱
- نایب قهرمانی: ۱۳۸۱ (به عنوان اداره کل دانشگاه آزاد اسلامی)

## اسامی بازیکنان تیم
| شماره | بازیکن                | نقش | قد (m) |
| ۴     | پویا تاجیک (C)        | PF  | ۲٫۰۰   |
| ۵     | رضا لطفی              | SF  | ۱٫۹۸   |
| ۶     | محمد رضا ابراهیمی نیا | SF  | ۱٫۹۸   |
| ۷     | مجتبی بنی عقیلی       | SG  | ۱٫۹۱   |
| ۸     | ساسا دورویک           | PG  | ۱٫۹۰   |
| ۹     | سیاوش محسنی           | SG  | ۱٫۸۴   |
| ۱۰    | محمد رضا عامل خبزان   | PG  | ۱٫۹۰   |
| ۱۱    | وحید عامری            |     |        |
| ۱۲    | روزبه ارغوان          | C   | ۲٫۱۴   |
| ۱۳    | موسی نبی‌پور           | C   | ۲٫۱۰   |
| ۱۴    | نوید فراهانی          | SF  | ۱٫۹۴   |
| ۱۵    | امیرعباس محبت         | PF  | ۲٫۰۰   |
| ۱۶    | شهاب الدین ریحانی     | C   | ۲٫۱۰   |
| ۱۷    | حسین حیدری            | PF  | ۱٫۹۹   |
| ۱۸    | محسن قماشچی           | PF  | ۱٫۹۸   |
| ۱۹    | ساندیس بکسویس         | PG  | ۱٫۹۰   |

| نقش         | نام         |
| ----------- | ----------- |
| سرمربی      | مهران حاتمی |
| دستیار مربی | مهران آتشی  |

## بازیکنان برجسته
- دنیس تورمان
- امیر امینی
- علیرضا هنردوست
- اصغر کاردوست
- اجیک اوگباجا
- دوسان میلیکیک
- آلبرت مورینگ
- کوین شپارد